# Biblioteca Académica de la Universidad de Holguín
La Biblioteca Académica de la Universidad de Holguín se encuentra situada en la ciudad de Holguín, Cuba. Su creación es producto de la unión de cuatro bibliotecas universitarias ubicadas en diferentes campus de la actual Universidad de Holguín. La institución participa en proyectos nacionales e internacionales y posee una amplia gama de colecciones impresas y digitales, un repositorio digital institucional con perfil académico-científico y ofrece capacitación en alfabetización informacional.
Entre sus instalaciones y servicios se destacan el Centro de Inteligencia Competitiva Académica y el proyecto FAROS (Red de Observatorios Académicos Multisectoriales) compuesto por tres observatorios en los campos de las energías renovables, el turismo y la agroindustria. También desarrolla actividades de extensión para promover la ciencia, la cultura y la resiliencia social a través de la gestión de la información y el conocimiento.

## Historia
Durante 2015 se inició el proceso de integración de cuatro instituciones de educación superior de Holguín que dan lugar  a la actual actual Universidad de Holguín. En esta etapa, bajo el mando de Rosa Margarita Rodríguez Fernández, se integran cuatro antiguas bibliotecas universitarias:
- Biblioteca Universitaria ''Benito Juárez''.[4]
- Biblioteca universitaria ''Miguel de Cervantes Saavedra''.
- Biblioteca Universitaria ''Celia Sánchez Manduley''.[5]
- Biblioteca Universitaria ''Manuel Fajardo''.[6]

En 2017 asume la dirección el Doctor Carlos Rafael Batista Matamoros, y en 2018 bajo su gestión, se crea la denominación de Red de Bibliotecas Académicas de la Universidad de Holguín, que en 2020 y por decreto rectoral, asume el nombre de Biblioteca Académica de la Universidad de Holguín, centro diversificado en diferentes campus de la Universidad de Holguín y que posee tres salas generales especializadas, cada una con espacios y estructuras para dar soporte a los procesos de pregrado, posgrado, extensión cultural y científica.

## Estructura

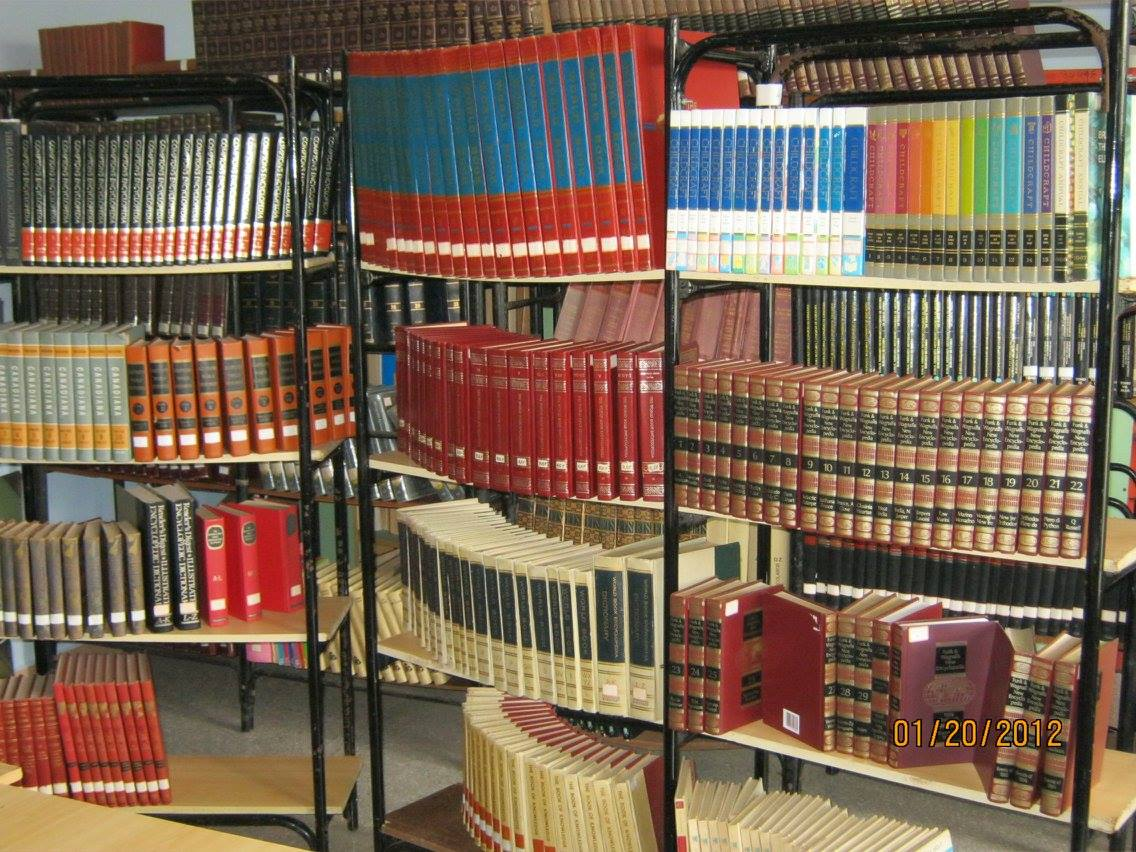
Colecciones impresas.

La Biblioteca Académica de la Universidad de Holguín pertenece a la Dirección de Información Científico-Técnica y se estructura de la siguiente manera:
- Sala Especializada Benito Juárez García: ciencias empresariales, administración, turismo, cultura física y deportes.
- Sala Especializada Miguel de Cervantes Saavedra: ciencias pedagógicas y agronomía.
- Sala Especializada Celia Sánchez Manduley: ciencias sociales, jurídicas y periodísticas.
- Centro de Inteligencia Competitiva Académica: desarrolla investigaciones y servicios relacionados con la gestión de información, conocimiento y competitividad en el ámbito de la educación superior.[7]
- Sistema FAROS: Observatorio Académico-Científico Multisectorial que actualmente opera el ámbito del turismo, las energías renovables y el sector agrario.[8]

## Servicios y facilidades

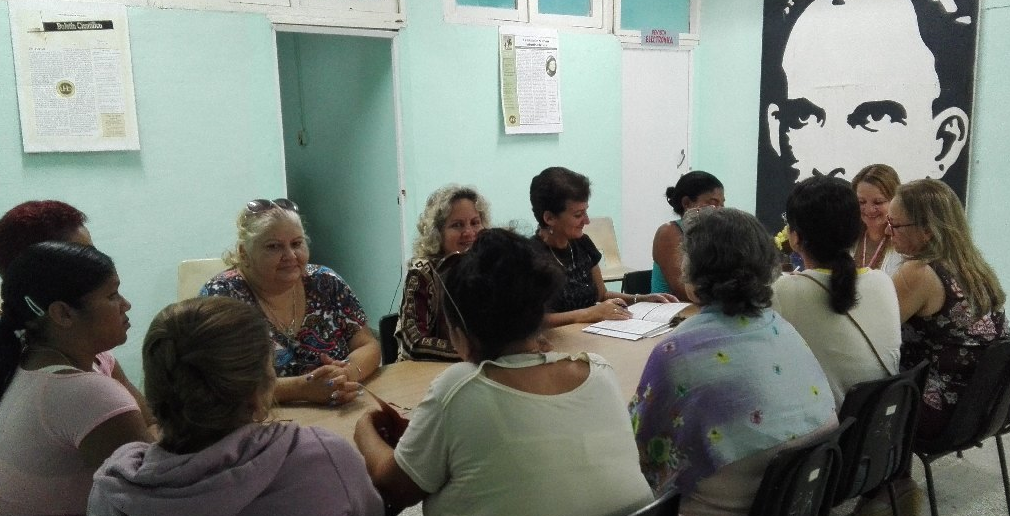
Sala Especializada Miguel de Cervantes y Saavedra.

Esta biblioteca académica tiene como misión diseñar e implementar estrategias tecnológicas y organizacionales para garantizar el libre acceso a la información, el desarrollo y preservación de la producción científica de la Universidad de Holguín, la capacitación informacional y el apoyo a los procesos sustantivos con énfasis en la docencia. Genera actividades de extensión y utiliza la gestión de la información y el conocimiento para brindar servicios de alto valor agregado a la comunidad universitaria y a la sociedad, en los ámbitos provincial, nacional e internacional.

#### Servicios que brinda
- Acceso a salas de lectura.
- Préstamo bibliográfico y documental en sala, circulante e interbibliotecario.
- Préstamo de cubículos de estudio y para docencia e investigación.
- Copia, acceso y consulta de libros, tesis de maestrías y doctorales.
- Acceso y consulta a bases de datos.
- Revisión de asentamientos bibliográficos según normativa internacional, en libros, tesis de pregrado, maestría y doctorado.
- Desarrollo de referencias y búsquedas automatizadas.
- Acceso a catálogos digitales (OPAC).
- Acceso a Repositorio Digital Institucional.
- Acceso a ordenadores.
- Diseminación Selectiva de la Información (DSI) a docentes, investigadores y administrativos.
- Digitalización documental.
- Conexión cableada y a través de WIFI.
- Gestión de conferencias y exposiciones.
- Elaboración de productos digitales.
- Peñas científicas y culturales.
- Alfabetización informacional a docentes e investigadores.
- Servicios de curación bibliográfica.
- Estudios bibliométricos y cibermétricos.
- Apoyo en materia de publicaciones y propiedad intelectual.
- Estudios de inteligencia competitiva.[11]
- Capacitación en ciencia y educación abiertas.[12]Observatorio Académico-Científico Multisectorial de la Biblioteca Académica de la Universidad de Holguín.[11]

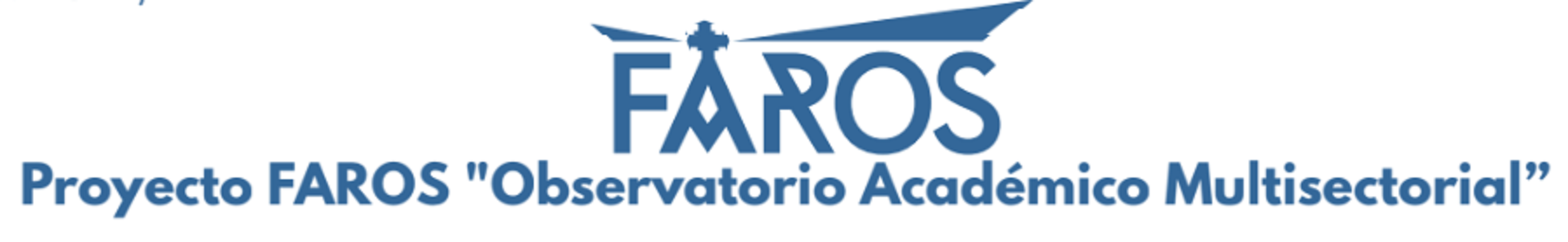
Observatorio Académico-Científico Multisectorial de la Biblioteca Académica de la Universidad de Holguín.